# Lago Rapel
El lago Rapel es un embalse artificial parte de un sistema hidráulico compuesto por la central hidroeléctrica homónima y una represa. Fue construido con el fin de dar seguridad al riego de la agricultura de la región y de contribuir a la producción de energía en el país.
Se emplaza entre la Cordillera de la Costa, en el denominado secano costero. El lago es alimentado por los ríos Cachapoal, Tinguiririca, el estero Alhué y, a través del canal Teno-Chimbarongo, también del río Teno. El efluente del sistema es el río Rapel
En la orilla sur de este embalse se encuentran las localidades de El Estero, Llallauquén y Las Balsas, las cuales están junto a una carretera que bordea el lago, la que se desvía de la ruta 66, también conocida como la Carretera de la Fruta en la localidad de El Manzano. En la zona en que confluyen los tres brazos del lago, es donde mayor cantidad de gente se reúne en torno a Rapel; el lugar posee varios camping, cabañas, marinas, hoteles y próximamente un complejo habitacional en el sector de El Estero por parte de Marina Pintué UC.

## Hidrología
El embalse tiene una capacidad de 695 millones de metros cúbicos.

### Situación hídrica en 2018-19
| Volumen almacenado Embalse Rapel                                 |                                                                  |
| ---------------------------------------------------------------- | ---------------------------------------------------------------- |
| Gráfico no disponible temporalmente debido a problemas técnicos. |                                                                  |
| Volumen promedio histórico Contenido 2018-19                     |                                                                  |
|                                                                  | Gráfico no disponible temporalmente debido a problemas técnicos. |

El volumen promedio almacenado en el lago es de 526 hm³. En agosto de 2019 estaba un poco bajo el promedio histórico.

## Historia
Fue creado en 1969 con el fin de alimentar la Central Hidroeléctrica Rapel, que posee una potencia de 350 000 kW. El embalse tiene una capacidad de 695 millones de m³.
Con el pasar de los años este lago dio paso al turismo, reflejado en la gran cantidad de balnearios, casas de veraneo, y en la práctica de deportes náuticos, como windsurf, yate, catamarán, esquí acuático, wakeboarding y pesca. 
A partir de 2011, el Sistema Interconectado Central ha regulado la cota del lago para mantenerla a tope durante el verano y luego bajarla durante la temporada baja para producir energía. Esto se debe a las grandes demandas de los turistas y residentes de la zona. 
En diciembre de 2013, la ribera del lago fue declarada Zona de Interés Turístico, integrando a las comunas de Las Cabras, Litueche y La Estrella. Esta categoría implica a la actividad turística sustentable la principal del sector logrando fomentar las inversiones, mejoramientos viales y cuidado del ambiente.